# Lago Albert
Il lago Albert è uno specchio d'acqua dolce nella parte meridionale dello stato australiano dell'Australia Meridionale. Situato a sud di Adelaide, è collegato al più grande lago Alexandrina dal canale naturale noto come The Narrows. La penisola di Narrung lo separa dalla laguna di acqua salata del Coorong a sud-ovest. L'unico insediamento sul lago è la città di Meningie sulla sponda sud-orientale.
Il lago prende il nome da Alberto di Sassonia-Coburgo-Gotha, marito della regina Vittoria.
Poiché non riceve apporti d'acqua dolce significativi ed ha un tasso di evaporazione elevato, l'acqua del lago Albert ha una salinità maggiore di quella del lago Alexandrina. Inoltre, rispetto a quest'ultimo, è più piccolo e poco profondo.
Nel 2008 il livello dell'acqua in entrambi i laghi è sceso così tanto che nel suolo si sono formate grandi quantità di acido solforico, poiché i composti solforati che sono normalmente situati sul fondo del lago si trasformano in acido solforico a contatto con l'ossigeno atmosferico non appena il fondale viene messo allo scoperto. Alcuni avrebbero voluto inondare entrambi i laghi con acqua di mare per fermare il processo di acidificazione; inoltre, sono tuttora in atto dispute tra gli stati che si affacciano sul fiume Murray su come condividere le sue acque in diminuzione.
Recentemente il pH del lago è risultato essere di 1,93, un livello molto pericoloso che indica una forte acidità.